# Nutreț

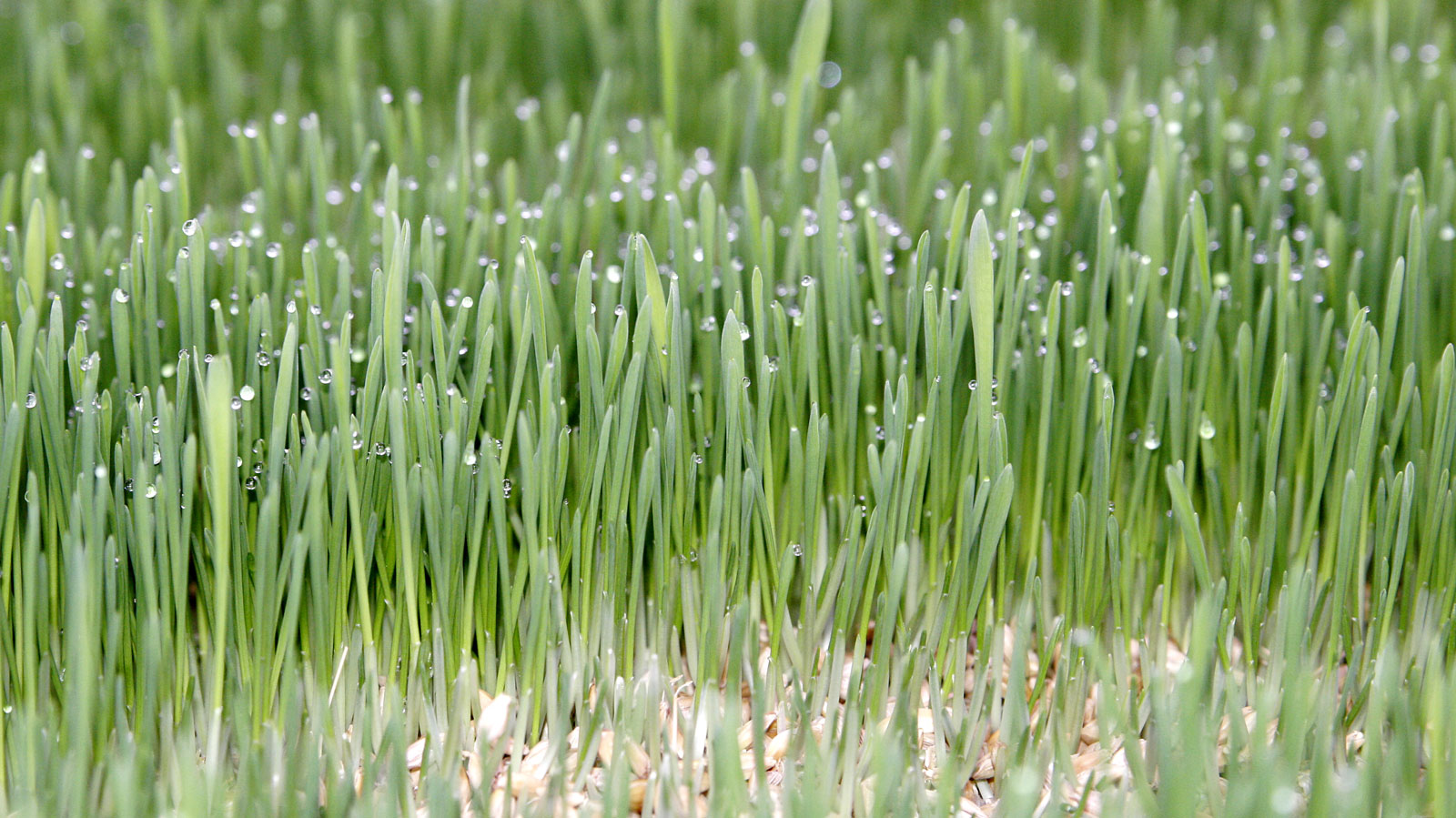
Furaje care cresc din grâu

Nutreț este un nume generic dat plantelor recoltate care servesc ca hrană animalelor domestice erbivore.
Definiția din legea pentru organizarea producerii și folosirii raționale a resurselor de nutrețuri este:  Sunt considerate nutrețuri toate produsele de origine vegetală, animală, minerală și de sinteză care, folosite în hrana animalelor, determină asigurarea funcțiilor vitale și punerea în valoare a potențialului productiv al acestora. 

## Clasificare
- nutrețuri verzi, proaspăt cosite. Nutrețul verde de pe pajiștile naturale nu acoperă necesarul de hrană al animalelor, impunându-se astfel cultivarea plantelor de nutreț, în special leguminoase și graminee care dau producții mari de masă verde la hectar. Dintre leguminoasele de nutreț cultivate, prezintă o importanță deosebită:

- lucerna, trifoiul, sparceta, ghizdeiul (ca plante perene) și
- mazărea, măzărichea, soia furajeră, fasolița (ca plante anuale).
- nutrețuri uscate (fân),
- nutrețuri concentrate (premixuri, combinate, făinuri).

Un exemplu de rețetă de nutreț concentrat pentru furajarea bovinelor, ovinelor, porcinelor, cabalinelor și păsărilor este următorul: 
- 40% știuleți sau boabe de porumb,
- 39,8% borhot de orz sau de mere sau pere,
- 10% boabe sau tărâțe de grâu sau orz,
- 8% turte de semințe de floarea-soarelui, decorticate,
- 2% făină de oase,
- 0,2% complex polivitaminic veterinar.

Sinonime: furaj, strânsură, nutriment, zaherea.